# Palazzo Dossena
Il palazzo Dossena, già Catella, Zanchi, è una dimora storica di Crema.

## Storia
La famiglia di Pietro Catella, capomastro, abitava nella prima metà del XVIII secolo in Borgo San Pietro in un vicolo adiacente all'Ospedale degli esposti e dei mendicanti; il figlio Giuseppe, grazie all'attività edilizia ed alcune operazioni finanziarie, si arricchì e secondo lo Stato d'anime del 1748 risiedeva già sull'area dell'attuale edificio. La dimora fu elevata nella seconda metà del secolo o su sua iniziativa oppure per volontà del figlio Pietro. 
Pietro diede lo stabile in locazione nel 1796; morì nel 1798 e l'abitazione fu ereditata dai figli Giuseppe, Antonio e Luigi i quali continuarono ad affittare l'immobile risiedendo nella vecchia casa del bisnonno Pietro.
Eliseo, curato di Borgo San Pietro, fu l'ultimo discendente dei Catella; dopo alcuni passaggi di proprietà il palazzo fu acquistato nel 1843 da Antonio Zanchi, un ricco borghese che ampliò l'edificio verso l'interno con fabbriche di stampo neoclassico.
Con testamento datato 11 dicembre 1915 Cloe Zanchi lasciò i beni ai Valdameri; l'avvocato Ugo Dossena acquistò il palazzo negli verso la metà del XX secolo e ai cui discendenti appartiene.

## Personalità legate al palazzo

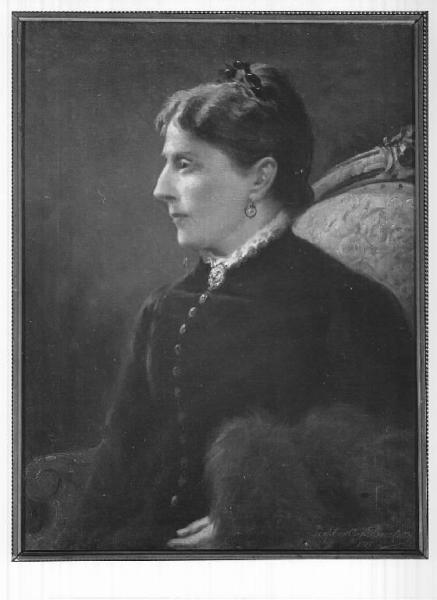
Angelo Bacchetta, ritratto di Cloe Zanchi, olio su tela, 1917÷1920 ca.

- Pietro Catella (figlio di Giuseppe), fu l'autore di rilievi delle fortificazioni di Crema commissionati dalla Repubblica di Venezia e di una pianta del castello demolito nei primi anni del XIX secolo[3].
- Francesco Foucault, marito di Cloe Zanchi, di origini napoletane, fu uno studioso di scienze araldiche e autore di numerose pubblicazioni[3].
- Cloe Zanchi lasciò in testamento un legato di 200 mila lire al fine di erigere presso l'Ospedale Maggiore un reparto di oculistica; elargì molte donazioni e fu la prima benefattrice della Scuola materna Regina Elena di Offanengo[5].
- Ugo Dossena: fu avvocato, vicepresidente del Monte di Pietà negli anni successivi al secondo conflitto mondiale, dal 1951 consigliere comunale per la Democrazia Cristiana, fu assessore ai lavori pubblici con i sindaci Virgilio Pagliari e Giacomo Cabrini [6]. Nel 1959 con la nomina da parte del prefetto del nuovo consiglio d'amministrazione dell'Ospedale Maggiore, ne ricoprì la carica di presidente: sotto il suo mandato fu progettato e realizzato il nuovo edificio[7]. Nel 1972 gli fu assegnata la medaglia di bronzo al merito della sanità pubblica[8]. A lui è intitolato dal 2004 il piazzale antistatnte il presidio di Crema[9].

## Caratteristiche
La facciata, stretta tra altri edifici lungo Via Borso San Pietro, è divisa in due ordini da un marcapiano; in quello inferiore, scandito da basamento in pietra, si apre il portale in posizione centrale la cui chiave di volta è interrotta da un fregio; vi si trovano, inoltre, tre finestre incorniciate per lato. In linea con le aperture inferiori, quelle superiori si differenziano per un fregio mistilineo che termina con un archetto a forma di ogiva. Quella centrale, inoltre, è una porta-finestra che si affaccia su un balconcino con ringhiera in ferro battuto.
L'androne conduce ad un portico a tre fornici al cui angolo orientale si trova lo scalone d'onore; sulla corte interna si affacciano ai lati edifici aggiunti dagli Zanchi nell'Ottocento e nei primi anni del Novecento che hanno conferito allo stabile una pianta ad "U".
Oltre si sviluppa in profondità un giardino all'interno del quale, caso unico a Crema, si trova una cappella di stile neogotico accessibile salendo due rampe di una piccola scala.